# Sphecodes chilensis
Sphecodes chilensis är en biart som beskrevs av Maximilian Spinola 1851. Sphecodes chilensis ingår i släktet blodbin, och familjen vägbin. Inga underarter finns listade i Catalogue of Life.